# Oratorio della Provvidenza
L'oratorio della Provvidenza è un edificio sacro situato a Capalbio.

## Storia e descrizione
La costruzione originaria consisteva in una cappellina sorta per il culto di un'immagine perduta della Madonna. Alla fine del Settecento fu costruito un nuovo oratorio, lasciando la cappella ad un livello più basso. A quest'epoca (1792) risale la nuova effigie della Madonna della Provvidenza, di Pietro Calderoni.
Rilevanti sono gli affreschi della cappella, dell'inizio del XVI secolo, attribuiti al Pinturicchio o a un suo stretto seguace. Nella parete di fondo, la Madonna col Bambino con San Gerolamo e San Sigismondo; a sinistra, entro un porticato dai poderosi pilastri decorati a grottesche, i Santi Cosma e Damiano; a destra, lo stesso tipo di portico racchiude la rappresentazione della Trinità.